# Clappia cahabensis
Clappia cahabensis är en snäckart som beskrevs av Clench 1965. Clappia cahabensis ingår i släktet Clappia och familjen tusensnäckor. IUCN kategoriserar arten globalt som utdöd. Inga underarter finns listade i Catalogue of Life.

## Bildgalleri